# Bulldozer (machine)

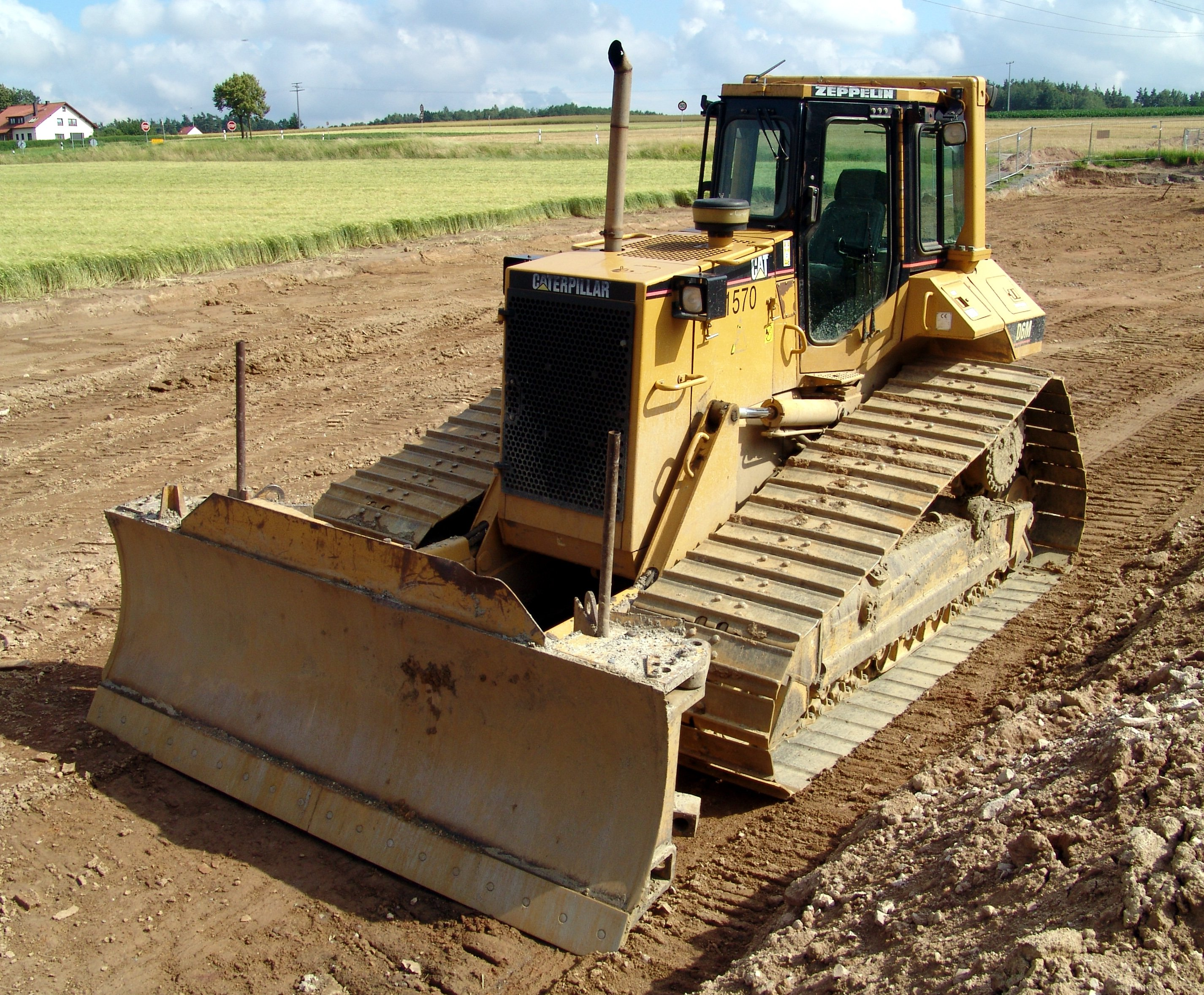
Bulldozer

Een bulldozer, ook wel grondschuiver of laadschop genoemd, is een zeer krachtige tractor op rupsbanden met een blad aan de voorkant. Deze voertuigen worden ingezet om over korte afstanden grote hoeveelheden grond te verplaatsen en worden daarom gebruikt bij onder meer het vlakken van terreinen, het graven van kanalen en het ophogen van dijken.
Mede door de krachtige motor kunnen bulldozers ook over zeer moeilijk begaanbare terreinen rijden. Daarnaast worden rupsbanden gebruikt om het grote gewicht te verdelen. Deze rupsbanden zorgen tevens voor extra grip. Bulldozers worden ook door legers gebruikt, bijvoorbeeld voor het schoonvegen van wegen, het slopen van gebouwen en het opbouwen van verdedigingswerken.
Naast de bulldozer bestaat ook de wiellader of shovel. Een shovel heeft een verticaal beweegbare bak; hiermee kan een shovel niet alleen grond verplaatsen maar ook spullen optillen en vrachtwagens laden. In tegenstelling tot bulldozers hebben shovels vaak wielen. Deze hebben als voordeel dat ze geen schade toebrengen aan bestrate wegen, maar als nadeel dat ze minder grip hebben. Bulldozers worden nog steeds veel gebruikt voor het egaliseren van de bodem, terwijl kleine bulldozers en shovels gebruikt worden voor daadwerkelijke constructie.

## Verschillende merken bulldozers
Verschillende fabrikanten die bulldozers produceren met ieder hun eigen eigenschappen zijn:
- Hanomag
- Caterpillar
- Liebherr
- Komatsu

Deze bulldozers zijn beschikbaar in verschillende gewichtsklasses, die variëren van 7 tot 40 ton. Hierdoor kan een consument of bouwbedrijf precies kiezen voor welke werkzaamheden hij welke bulldozer nodig heeft. Over het algemeen beschikken deze bulldozers over een dieselmotor die tussen de 86 en 280 pk levert.